# 桶狭間の戦い

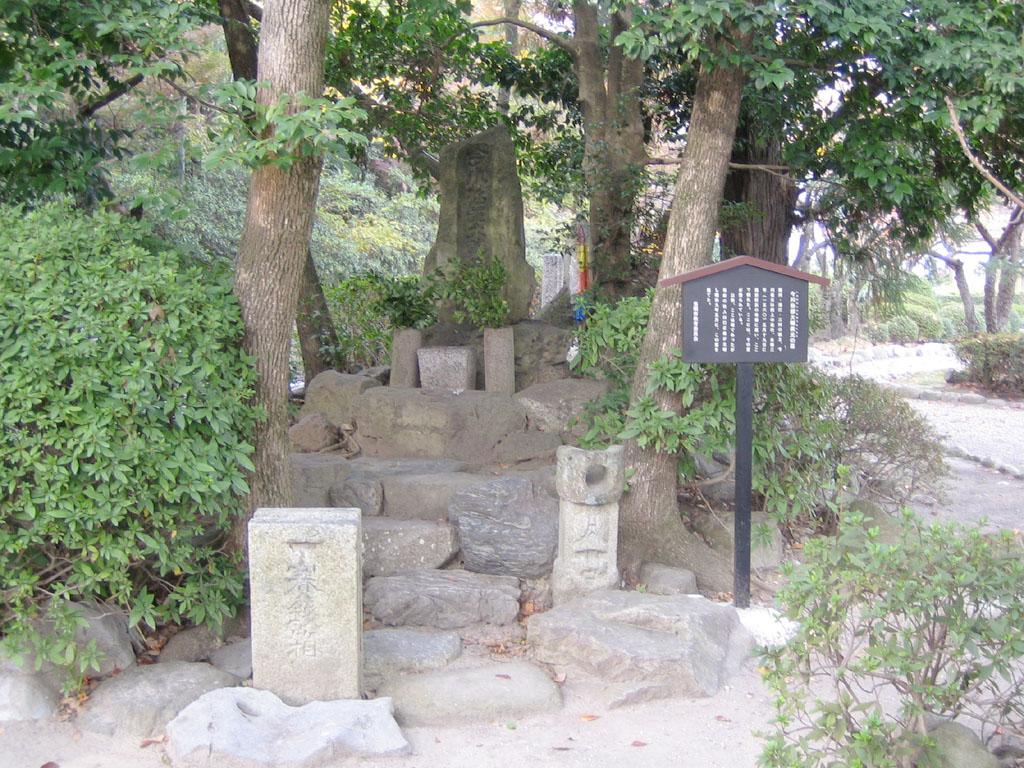
今川義元の墓（明治9年（1876年）5月建立）桶狭間古戦場伝説地（愛知県豊明市）内

桶狭間の戦い（おけはざまのたたかい）は、永禄3年5月19日（1560年6月12日）に尾張国知多郡桶狭間での織田信長軍と今川義元軍の合戦。2万5千人の大軍を率い尾張に侵攻した今川義元に対し、尾張の織田信長が本陣を奇襲、または正面から攻撃し、今川義元を討ち取った。
戦後、東海地方を制圧していた今川家が没落する一方、織田信長は尾張を完全統一したうえ畿内制圧へと台頭するきっかけとなった。松平元康（徳川家康）は三河で独立を回復して信長と清洲同盟を締結し、これが戦国時代の転機となった。

## 合戦以前の情勢
15世紀末、駿河国の今川氏親は勢力を拡大し、駿河・遠江に領国を形成する。後継の氏輝の死後に、花倉の乱と呼ばれる領国を二分する内紛が発生するが、その子である今川義元が内紛を鎮めて今川家を継承した。
尾張国では守護・斯波氏の家臣で清州織田氏の家老である織田弾正忠家が成長。織田信定が土地を占拠して、さらに交易拠点の津島を支配し経済力を高め、次代の織田信秀（信長の父）が支配地を広げた。
今川氏は尾張の一部にも勢力を持っていたが、織田信秀は天文7年（1538年）までに、尾張那古野城にいた今川氏豊を追放して城を奪い、今川氏との対立が始まった。
両勢力に挟まれた三河国では吉良氏・松平氏・水野氏・戸田氏・牧野氏・菅沼氏・奥平氏などの小勢力が争いを続けていたが、やがて有力国人である松平氏の分家の1つである安祥松平家が岡崎城に拠点を移し、成長していくことになる。
織田弾正忠家と安祥松平家は東尾張と西三河を巡り抗争していた。しかし、松平清康は東尾張侵攻中に家臣に殺害され（森山崩れ）、その子松平広忠も早世して弱体化し、今川氏の保護下に組み込まれていった。このため織田氏と今川氏は東尾張と西三河で対峙することになった。
天文11年（1542年）の第一次小豆坂の戦いでは織田軍が勝利したとされているが（『信長公記』）、天文17年（1548年）の第二次小豆坂の戦いでは今川軍が勝利した。
しかし、当時の今川氏は甲斐国武田氏・相模国北条氏と対峙しており、特に天文6年（1537年）から天文14年（1545年）まで続いた河東の乱では駿河国東部を巡って北条氏と激しく衝突していた。
このため、今川氏の三河進出の本格化は河東の乱終結後とする見解が浮上しており、第一次小豆坂の戦いの実在性やこの時期の安祥松平家（後の徳川氏）の情勢について様々な議論が行われている。
ともあれ、河東の乱の終結後、今川氏は武田氏・北条氏との関係強化に乗り出し、やがて甲相駿三国同盟を締結。西方の三河・尾張方面への領土拡張を図ることになった。
翌天文18年（1549年）、今川軍が織田方の三河進出の拠点となっていた安祥城を攻略し、織田氏の三河進出は挫折に終わった。
そして天文18年（1549年）後半に信秀は病に臥せる。その中、天文19年（1550年）に今川氏は大軍で尾張に侵攻した。織田軍はどうにか国境近辺で持ちこたえたが、今川軍は知多半島に12月まで在陣した（『定光寺文書』）。同地の緒川・刈谷を領する水野家を降伏させてから、引き上げた。
さらに天文20年（1551年）には織田信秀が病死した。その後、織田家の家督を巡って、織田信長とその弟・信勝（後の織田信行）間で　内紛が起こった。この結果、尾張・三河国境地帯における織田氏の勢力は動揺し、信秀の死に前後して鳴海城、笠寺城（それぞれ名古屋市緑区・南区）を守る山口教継が今川軍に投降した。
加えて山口氏の調略によって尾張東南の大高城（名古屋市緑区大高町）、沓掛城（豊明市沓掛町）の一帯が今川軍の手に落ちた。この4城は尾張中心部と知多半島を分断する位置にあった。愛知用水開通とそれによる農地開発以前の知多半島は、ほぼ全域が小さな山や谷が連なる丘陵地で、主要河川が無く溜め池に頼る農業困難地帯であった。知多は農業生産性および兵員動員能力では尾張の数分の一以下に過ぎない。しかしながら伊勢湾東岸を占める海運の要地であり、商業港である津島を支配し財政の支えとしていた織田家にとって、重大な脅威となっていた。
また、尾張西南の荷之上城に拠る服部友貞が今川軍に味方しており、荷之上城に近い蟹江城が弘治元年（1555年）に今川軍に攻められ、伊勢湾の制海権が徐々に今川軍に侵略されつつあった。
織田信長も今川軍の進出阻止や逆襲に動いた。
天文23年（1554年）には、織田信長は知多の領主である水野氏を支援して今川軍の村木砦を攻め落とした。さらに、笠寺城を奪還したほか、鳴海城の周辺には丹下砦・善照寺砦・中嶋砦を、大高城の周辺には丸根砦・鷲津砦を築くことで今川軍を圧迫し、城相互の連絡を遮断した。尾張東北では永禄元年～2年（1558年～1559年）、松平・今川氏が押さえる品野城（瀬戸市）を攻めたが、奪取はならなかった。

## 合戦までの経過
永禄3年（1560年）5月12日、今川義元は大軍を率いて駿府を出陣し、18日に沓掛城に入った。同日夜、松平元康（徳川家康）が指揮を執る三河勢を先行させ、大高城に兵糧を届けさせた。一方の織田方は軍議したが織田信長は雑談するばかりで具体策は示さず、織田家の重臣は「運の末には、知恵の鏡も曇る」と引き去った（『信長公記』）。『信長公記』天理本では、清洲城に篭城をとの家老衆の進言を除け、信長は国境での迎撃を採用したとする。
永禄3年（1560年）5月19日（6月12日）3時頃、今川軍の松平元康と朝比奈泰朝の部隊が織田軍の丸根砦、鷲津砦に攻撃を開始した。明け方になると丸根の砦、鷲津に今川軍が襲いかかってきたことを佐久間盛重らが織田家に知らせた。前日まで今川軍接近の情報を聞いても動かなかった織田信長はこの知らせを聞いて飛び起きて、突然、幸若舞『敦盛』を舞うと、すぐに出陣の準備をした。そして、明け方の午前4時頃に居城の清洲城より出発した（『信長公記』「今川義元討死の事」）。小姓衆5騎のみを連れて出た織田信長は8時頃、熱田神宮に到着。鷲津・丸根の砦が陥落したと思しき黒煙を観測した。その後、軍勢を集結させたと考えられる（『信長公記』）。
10時頃、織田信長の軍は鳴海城を囲む砦である善照寺砦に入っておよそ2,000人から3,000人といわれる軍勢を整えた。一方、今川軍の先鋒の松平隊の猛攻を受けた丸根砦の織田軍500人余りは城外に討ってでて白兵戦を展開、大将の佐久間盛重はこの戦いで討死した。鷲津砦では篭城戦を試みたが飯尾定宗、織田秀敏が討死、飯尾尚清は敗走したが一定の時間稼ぎには成功した。大高城周辺の制圧を完了した今川軍では、今川義元率いる本隊の軍が沓掛城（くつかけじょう）を出発し、大高城の方面に向かって西に進み、その後、進路を南に進んだ。
（奇襲説）一方の織田軍は11時から12時頃、善照寺砦に佐久間信盛以下500人余りを置き、2,000人の兵で東方に迂回して出撃。鳴海から見て東海道の東南に当たる桶狭間の方面に敵軍の存在を察知し、東南への進軍を開始した。
（正面攻撃説）信長は田の間の細道を行き中嶋砦まで2,000人で進軍した。

## 桶狭間の合戦

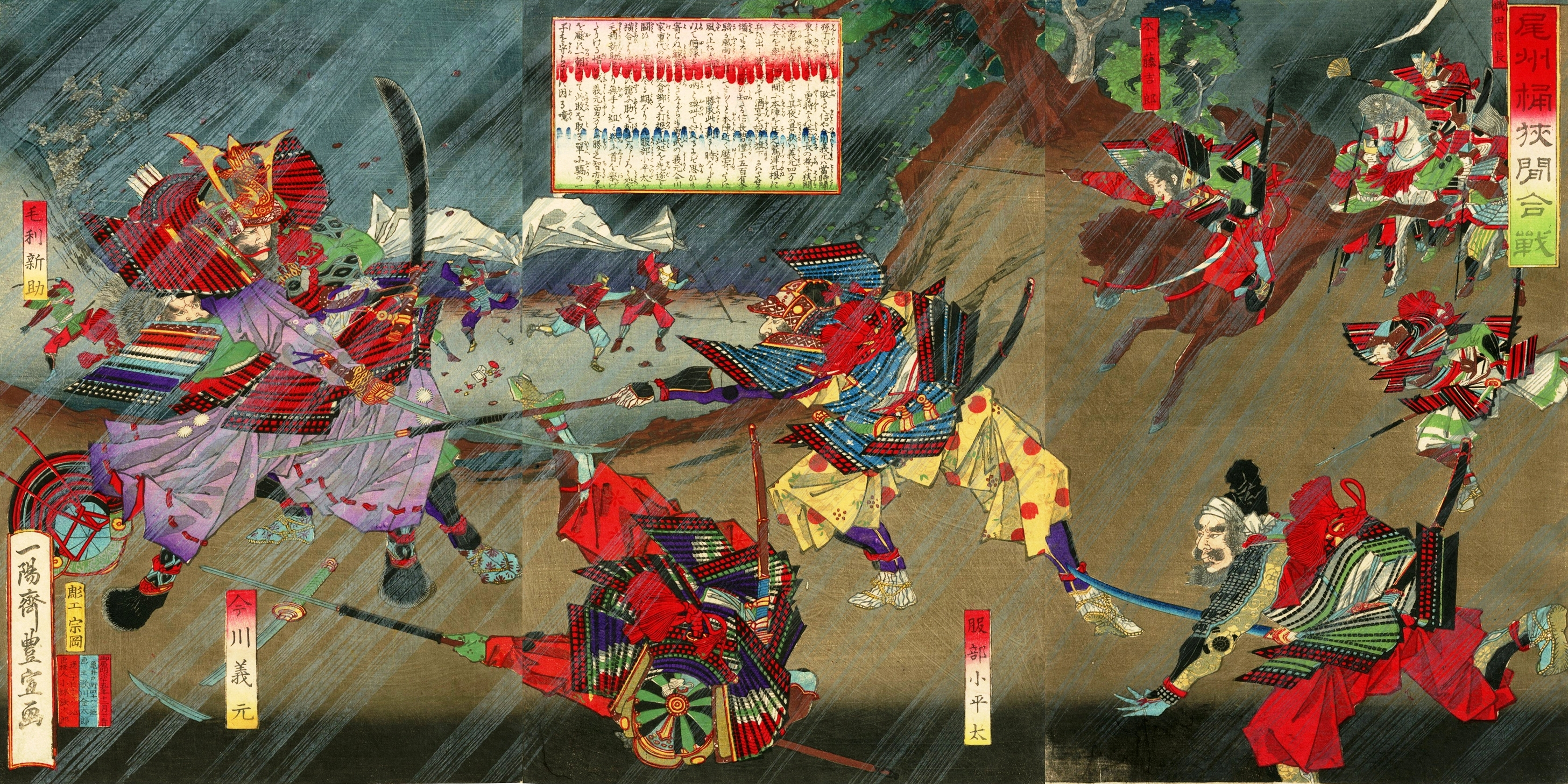
『尾州桶狭間合戦』（歌川豊宣画）

正午頃、中嶋砦の前衛に張り出していた織田軍の佐々政次、千秋四郎ら30余りの部隊は織田信長の出陣の知らせを聞いて意気上がり、単独で今川軍の前衛に攻撃を仕掛けた。しかし佐々、千秋らは逆に今川軍から反撃を受けてしまい、そのまま討ち取られて死亡した。その後、今川軍が丸根砦と鷲津砦を順調に陥落させ、数々の戦闘に勝利したことに今川義元は大いに悦び、謡（うたい）をうたわせた（『信長公記』）。
また、この時、今川義元が本体の軍を布陣して休息していた場所は、「桶狭間山」という山であった（『信長公記』）。
13時頃、視界を妨げるほどの豪雨が降る。『信長公記』には「石水混じり」と書かれているため、雹だった可能性がある。織田軍はこれに乗じて兵を進め、義元の本隊に奇襲をかけた。または、信長は「あの武者は疲れた兵」と敵軍が見えていて、今川方も中嶋砦からの信長の進軍を見ていて（『三河物語』）、奇襲ではなく雨も止んでからの正面から進軍しての戦闘だった（『信長公記』）（詳細は「#合戦場と奇襲の問題」）。今川軍の総勢は2万5000人であったとされるが、当地へは今川方は駿府を発して徐々に土豪らが加わる遠征で、その中に兵站維持のための荷駄兵などが多分に含まれた。加えて今川方は兵を分散させていたこともあり、今川義元を守る実際の兵力は少なく、双方の戦力に各段の差は無かった。
義元本陣の前方に展開していた今川軍の前衛は織田軍と接敵すると戦うことなく崩れ去り、織田軍はその混乱の中、今川軍の本陣を目指してそのまま突撃した。この突然の敵の強襲を知った今川義元は300人の旗本に守られてすぐ逃げた。
『信長公記』によれば、今川義元はこの予期せぬ緊急事態に輿を捨て、300騎の旗本・親衛隊で周りを固めながら急いでその場から騎馬で脱出、退却した。しかし、5度にわたる織田軍の攻撃で周囲の兵たちを少しずつ失い、ついには織田軍の馬廻に追いつかれた。小和田泰経は桶狭間をこの追撃戦が行われた一帯の地名だとし、地形も谷や狭間ではなく深田や湿地が広がっており、さらに豪雨が降ったこともあって敗走ルートの現場では、ぬかるみに足を取られたところを織田軍に攻撃され殺される今川軍の兵も多かったとする。乱戦の中、今川義元は太刀を抜いて自ら奮戦し、一番槍をつけた服部一忠に反撃して膝を切り割ったが、毛利新介によって組み伏せられ、首を討ち取られて死亡した（享年42）。『水野勝成覚書』の伝聞によれば、今川義元は首を討たれる際、毛利の左指を噛み切ったという。
今川義元が討ち死にした現場は、今川家の資料では「田楽窪」と記録されている。桶狭間の戦いから27年後の天正15年（1587）に、今川義元の軍師であった太原崇孚（太原雪斎）の三十三回忌が営まれたが、そのときの記録「護国禅師三十三回忌拈香拙語并序」に「五月十九日、礼部尾之田楽窪一戦而自吻矣」とある。「礼部」は今川義元のことで、今川義元は5月19日に尾州の「田楽窪」で討たれた、という。この「田楽窪」の場所は、現在、豊明市沓掛町に「田楽ケ窪」という地名で残されている。
今川軍総大将の今川義元の戦死により今川軍は戦意を喪失し軍は総崩れとなり、この桶狭間の合戦は織田軍の勝利に終わった。
江戸時代に書かれたとみられる、名古屋市・長福寺所蔵の『桶狭間合戦討死者書上』によると、今川方の戦死者は2753人、織田方の戦死者は990人余りだった。また、書上によると、近江国佐々木方（六角氏）が織田方に参戦しており、援軍の死者は織田方のうち272人を占めたという。江戸時代に六角氏について偽文が様々書かれ、この『桶狭間合戦討死者書上』も偽情報だとの研究者の見解がある。

## 合戦後の情勢と影響
今川家の実質的な当主の今川義元や松井宗信、久野元宗、井伊直盛、由比正信、一宮宗是、蒲原氏徳などの有力武将を失った今川軍はこの桶狭間の戦いで浮き足立ち、残った諸隊も駿河に向かって後退した。水軍を率いて今川方として参戦していた尾張弥冨の土豪、服部友貞は撤退途中に熱田の焼き討ちを企んだが町人の反撃で失敗し、海路敗走した。
織田方の武将の水野信元は、甥の松平元康（後の徳川家康）のもとへ、浅井道忠を使者として遣わした。5月19日夕方、道忠は、元康が守っていた大高城に到着し、今川義元戦死の報を伝えた。織田勢が来襲する前に退却するようとの勧めに対し、元康はいったん物見を出して桶狭間敗戦を確認した。同日夜半に退城。岡崎城内には今川の残兵がいたため、これを避けて翌20日、菩提寺の大樹寺に入った。ほどなくして今川軍は岡崎城を退去。23日、元康は「捨城ならば拾はん」と言って岡崎城に入城した。元康にとって幸いであったのは、大高在城のために彼の家臣団が敗戦の被害をほとんど受けなかったことであった。
尾張・三河の国境で今川方についた諸城は依然として織田方に抵抗したが、織田軍は今川軍を破ったことで勢い付き、6月21日（7月14日）に沓掛城を攻略して近藤景春を敗死に追い込むなど、今川軍の占領地の一帯を一挙に奪還していった。しかし鳴海城は城将・岡部元信以下が踏み留まって頑強に抵抗を続け、最後まで落城しなかった。岡部元信は織田信長と交渉し、今川義元の首級と引き換えに開城。駿河に帰る途上にある三河刈谷城を攻略して水野信近を討ち取った（ただし、味方の支援が受けられなかったために信近を討ったものの、刈谷城を落としきれずに帰国したとする説もある）。信近の兄の水野信元はただちに刈谷城を奪還したうえ、以前に今川に攻略されていた重原城も奪還した。
この桶狭間の戦いで、西三河から尾張に至る地域では、今川氏の勢力が一掃された。また、今川軍の別働隊の先鋒として戦っていた松平元康は、岡崎城へ難を逃れ、その後、今川氏から自立して松平氏の旧領回復を目指し始め、この地方は織田信長と元康の角逐の場となった。その後、松平元康は今川義元の後を継いだ今川氏真が父・義元の仇討の出陣をしないことを理由に、今川氏から完全に離反し、永禄5年（1562年）になって今川氏真に無断で織田氏と講和した（織徳同盟）。以後、松平元康は公然と今川氏と敵対して三河の統一を進めていった。また、この時の織田信長は松平氏との講和によって東から攻められる危険を回避できるようになり、以後は美濃の斎藤氏との戦いに専念することで、急速に勢力を拡大させていった。
桶狭間合戦では義元本隊の主力に駿河、遠江の有力武将が多く、これらが多数討たれたこともあり今川領国の動揺と信長の台頭は地域情勢に多大な影響を及ぼした。甲相駿三国同盟の一角である今川家の当主が討ち取られたことは、北条家や武田家と敵対する勢力、とりわけ越後の長尾景虎（上杉謙信）を大きく勢い付かせることとなった。関東では、太田資正や勝沼信元らが反乱を起こすなど関東諸侯の多くが上杉謙信に味方をして戦った。そして、この上杉軍の勢いは、小田原城の戦いや第四次川中島の戦いに繋がっていった。さらに甲斐の武田氏と今川氏は関係が悪化し、永禄11年末には同盟関係は終了した。
永禄11年（1568年）12月6日、武田氏による駿河今川領国への侵攻（駿河侵攻）が開始された。織田信長と武田氏は永禄初年頃から外交関係を持っており、武田氏は同盟相手である今川氏の主敵であった織田信長と距離を保っていたものの、永禄8年頃には信長養女が信玄世子の武田勝頼に嫁いでいるなど関係は良好となった。以後、織田信長と武田氏の関係は同盟関係に近いものとして、武田氏の西上作戦で関係が手切れとなるまで地域情勢に影響を及ぼした。

## 参戦武将

### 織田軍
本隊
- 織田信長（総大将）
- 森可成
- 河尻秀隆
- 佐々政次
- 長谷川橋介
- 林秀貞
- 佐々成政
- 金森長近
- 池田恒興
- 佐脇藤八
- 岩室重休
- 簗田政綱
- 千秋四郎

今川義元を討ち取った者
- 毛利良勝

今川義元に一番槍をつけた者
- 服部一忠（通称：小平太）

敵首を討ち取った者達
- 毛利十郎
- 毛利河内
- 木下雅楽助
- 中川金右衛門
- 佐久間弥太郎
- 森小介
- 安食弥太郎
- 魚住隼人

小姓衆
- 岩室長門守
- 長谷川橋介
- 山口飛騨守
- 加藤弥三郎
- 前田利家

| 丸根砦 - 佐久間盛重 - 服部玄蕃 | 鷲津砦 - 織田秀敏 - 飯尾定宗 - 飯尾尚清 | 善照寺砦 - 佐久間信盛 - 佐久間信辰 | 丹下砦 - 水野忠光 | 中島砦 - 梶川高秀 - 梶川一秀 |

### 今川軍
駿府城留守居
- 今川氏真（今川家当主）

本隊
- 今川義元（総大将・前今川家当主）

- 松井宗信
- 朝比奈親徳
- 庵原之政
- 松平政忠
- 井伊直盛
- 朝比奈秀詮
- 庵原忠縁
- 松平宗次
- 蒲原氏徳
- 久野元宗
- 庵原忠春
- 関口親永
- 三浦義就
- 久野氏忠
- 藤枝氏秋
- 長谷川元長
- 由比正信
- 吉田氏好
- 一宮宗是
- 富永氏繁
- 岡部長定
- 江尻親良
- 斎藤利澄
- 飯尾乗連

本隊先発隊
- 瀬名氏俊

| 丸根砦攻撃隊 - 松平元康 - 石川家成 - 酒井忠次 - 松平正親 - 松平政忠 - 松平光則 | 鷲津砦攻撃隊 - 朝比奈泰朝 - 本多忠勝 - 本多忠真 | 鳴海城 - 岡部元信 | 大高城 - 鵜殿長照 | 沓掛城 - 浅井政敏 - 近藤景春 |

清洲方面展開
- 葛山氏元

## 合戦の実態をめぐる議論
桶狭間の戦いの経緯は上述の通りであるが、合戦の性格や実態については不確かなことも多く、様々な議論を呼んでいる。

### 今川軍の総兵力
今川氏には家臣団編成の実態を知る分限帳・軍役帳が伝存しておらず動員可能兵力を想定することは困難であるが、『信長公記』においては四万五千、小瀬甫庵の『信長記』には数万騎と記し、そのほか後代の編纂資料においては『甲陽軍鑑』には二万余、『武功夜話』には三万有余、『徳川実紀』『武徳編年集成』『総見記』などには四万余、『改正三河後風土記』は『信長公記』に基づき四万五千、『絵本太閤記』には五万余といった数字を記している。
近年まで影響力があったのは、第二次世界大戦前の帝国陸軍参謀本部編纂『日本戦史 桶狭間役』にある25,000である。小和田哲男は義元領地を石高換算で90万から100万石と見て1万石250人の兵力動員からやはり25,000だとする。近年には太田満明、橋場日月など、太閤検地による近世初頭の今川領の総石高を元に、二万五千でも多すぎると異論を唱える論者もいる。
駿河・遠江・三河の3国のほか、尾張の南半分を押さえている今川は、尾張の北半分を押さえる織田とは兵力差があった。尾張の国力を信長の動員力ではなく、信長が、同族を平定し、自らが擁立した尾張守護・斯波義銀を追放して尾張国の国主となったのは、桶狭間の戦いの前年に過ぎない。本合戦で信長に従って戦ったのは従来からの家臣たちであり、尾張統一の過程で信長家臣に組み込まれた者や国人・豪族たちは戦況を様子見するか、服部党の服部友貞のように今川方についた。このことからも、信長の動員力は非常に限られたものだった。

#### 武田・北条の援軍は加勢していたか
今川義元は武田信玄・北条氏康との間で甲相駿三国同盟を結んでおり、軍事同盟である以上、義元の対織田戦に武田氏や北条氏がどう対応していたのか?という問題が浮上してくる。その中で丸島和洋は『甲陽軍鑑』における桶狭間の戦いの記述が頻出詳細であることに注目している。加えて、桶狭間の戦いから1か月後の6月13日付で武田信玄が岡部元信に書状を送り、その武勇を称えると同時に氏真に対する「侫人の讒言」があることを憂慮する内容となっていることを指摘し、桶狭間の戦い直後の今川家中で武田氏に対する不満が高まっていた（氏真に信玄への不満を述べる者がいた）のではないかとしている。丸島は武田氏が（恐らく北条氏も）今川軍に援軍を出すなどの支援行為を行っていたものの、桶狭間の戦いにおける武田氏の援軍の働きぶりに戦後の今川家中において不満や不信感を抱かれたのではないか、と推測している。

### 義元の尾張侵攻の理由
『甫庵信長記』以来、長らく定説とされてきたところによれば、今川義元の尾張侵攻は上洛、すなわち京都に入って室町幕府の政権を掌握するためだったと考えられた。幕末編纂の軍記ものの栗原信充の『重修真書太閤記』（嘉永5年：1852年～安政5年：1858年）にも、義元上洛の記述が見える。　
歴史家高柳光壽がこれに疑問を示し、今川氏は織田氏と三河を巡り争い続けて尾張も視野に入れ、義元が、今川家家督を継承してから三河で漸進的に勢力を広げる戦いを繰り広げて、ついに三河を占領できたので、更に尾張の支配地域を大きくするため侵攻したと、指摘した。
尾張は今川一門今川仲秋（尾張守護）の守護任国であり、末裔の今川那古野氏（室町幕府奉公衆の今川氏）が那古野城を構えていた。義元の末弟である今川氏豊は、この今川一門の家の血縁が絶えたので、送り込まれ家を継いだ。那古野城は謀略で織田に奪われ、そこで信長は生まれた。
義元の置かれていた状況は後の織田信長などとは大きく異なるし、信長以前には戦国大名が天下人を意識したり目指していない。義元の永禄2年（1559年）3月12日付の出陣準備の文書「戦場掟書」にも「上洛」の文字はない。また、義元には、上洛するための京都の公家への事前の働きかけや、美濃国の斎藤家や近江国の六角家などへの折衝が無い。
信長は後に足利将軍家の足利義昭を奉じて京周辺と畿内の支配や地方大名の紛争を調停する室町幕府の伝統的な連合政権を形作った。信長本人が天下人となるのは義昭と紛争になり追放してからである。また、甲斐の武田信玄は、元亀年間に信長・徳川家康と敵対し、反信長勢力を迎合した将軍義昭に呼応して大規模な遠江・三河侵攻を行っている（西上作戦）。西上作戦は従来から上洛意図の有無が議論され、近年は前段階の駿河今川領国侵攻も含めて武田氏の軍事行動が中央の政治動向と連動したものであることが指摘されている。だが、信長以降である。
当時の尾張・三河国境地帯では今川軍が尾張側に食い込んでいて優勢ではあったが、最前線の鳴海城と大高城の2城が織田方の城砦によって包囲されて危険な状態であった。領土紛争の一環としてこの二城を救出してそれを基に那古野城とその周辺まで奪取する構想があったとする。
久保田昌希は今川氏発給文書を分析して、東三河の密度の濃さに比べて、西三河は密度が薄いとして、永禄3年（1560年）の出陣は西三河の確保が目的とする。
埋め立てが進んだ現代に比べて当時は海が内陸に食い込んでおり、大高付近は船着き場でもあった。今川家は尾張での領土の確保・拡大だけでなく、東国と西国を結ぶ交易ルートであった伊勢湾の支配を巡り織田家と累代抗争していたとする研究も目立つ。
大石泰史は上洛説は成立し難いとした上で、非上洛説を以下の6つに分類している。
1. 尾張攻撃説
2. 伊勢・志摩制圧志向説
3. 尾張方面領土拡張説
4. 旧名古屋今川領奪還・回復説
5. 鳴海城・大高城・沓掛城封鎖解除・確保志向説
6. 三河・尾張国境の安定化説

その上で、大石は2・3・4は裏付けとなる史料が不足しているために安易に肯定は出来ず、1・5・6はいずれも関連づけが出来るために敢えて1つに絞る必要は無い、との見解を述べている。
また小林正信は義元の出兵を古河公方を推戴した三国同盟による室町幕府に対する挑戦とであったと捉え、上洛目的説を改めて提唱した。将軍・足利義輝を支持する長尾景虎が信長に続いて1559年に上洛したことにより牽制された義元の出兵は1年遅れ、迎撃準備を整えた信長により敗死。その後の景虎による関東出兵も、三国同盟に対する幕府の報復であると位置づけた。

### 合戦場と奇襲の問題
桶狭間の戦いの本戦についても、根本的な「どこで、どのように行われたか」という点において議論となっている問題がある。
桶狭間の戦いの経緯については太田牛一『信長公記』、または『信長公記』を脚色した小瀬甫庵『信長記』において具体的に著述されているが、双方の記述には多くの相違が見られる。一般的には『信長公記』が記録性が強く、『信長記』は甫庵自身の史観による改竄が見られ史料価値は低い。

#### 合戦場
「桶狭間山」の位置ははっきりとはわかっていない。延享2年（1745年）の大脇村（現・豊明市）絵図において大脇村と桶狭間村の境に図示され、天明元年（1781年）の落合村（現・豊明市）絵図において落合村と桶狭間村の境で前述大脇村絵図のものよりやや南に下った山として示されている。
一方、江戸時代に描かれた桶狭間の戦いの合戦図の中には、今川義元の本陣所在地として江戸時代当時の桶狭間村の辺りにある丘を図示したものが見られる。こうした絵図の中の「桶狭間山」が16世紀の太田牛一の認識と一致しているかは明らかではない。
桶狭間は慶長13年（1608年）検地で村名となっている。なお小瀬甫庵『甫庵信長記』には、今川義元が討たれた場所は「田楽狭間」であったと記されていて、江戸時代に出版されたので広がったが、脚色であり史料的には信頼性がなくなっている。田楽狭間は、大字で、その初見は寛永元年（1624年）山澄英龍『桶狭合戦記』でそれ以前にはない。
- 藤本正行 : 一地点の丘ではなく、中嶋砦の東側の一帯の丘陵を指す[52]。
- 小和田哲男 : 「桶狭間山」の場所を豊明市の古戦場の南方にある標高64.7メートルの地点と特定し頂上に本陣があったとする[53]。この場所は周辺では最高点で、晴れの日には遠く鳴海城や善照寺砦付近まで見渡せるという。また、この場所からだと豊明市の古戦場跡は北の麓、名古屋市の古戦場跡は西の麓になる。織田軍2,000人と今川軍5,000人がぶつかったのであるから、「桶狭間山」の麓一帯は全て戦場になったとみて間違いないとし、どちらの古戦場跡も本物であるとしている。小和田によれば、「おけはざま山」から沓掛城に逃げた今川軍が討たれたのが豊明市の古戦場で、大高城に逃げた今川軍が討たれたのが名古屋市の古戦場であり、さらに義元の戦死地に関しては『続明良洪範』という資料に義元は大高城に逃げようとしたとあることから、名古屋市の方で戦死したのではないかとしている。
- 小島廣次 : 上記の豊明市の古戦場の南方にある標高64.7メートル丘の北側の高地との間の鞍部に本陣があった[50]。
- 磯田道史 : 入手した『天保11年道中日記』（1840年。甲斐国八代郡南田中村（現・山梨県笛吹市一宮町）田中伝左衛門著）には「桶はざま。往来より左の方、半丁（54m）ばかり奥。今川義元公戦死の場所ならびに七将の墓、有」と記されている。また磯田によれば、明和8年（1771年）桶狭間古戦場に「七石表」という今川義元らの石碑が建立され、それを見たのではないかという[54]。

#### 戦闘の様相
「どのように」、すなわち桶狭間の戦いの本戦の様子については、おおよそ以下の4つの説にまとめることができる。
1. 迂回攻撃説
善照寺砦を出た織田信長は、今川義元の本隊が窪地となっている田楽狭間で休息を取っていることを知り、今川義元の首を狙って奇襲作戦を取ることに決した。織田軍は今川軍に気づかれぬよう密かに迂回、豪雨に乗じて接近し、田楽狭間の北の丘の上から今川軍に奇襲をかけ、大混乱となった今川軍を散々に打ち破ってついに義元を戦死させた。
2. 正面攻撃説
善照寺砦を出た織田信長は、今川軍在陣を見て善照寺砦と丸根、鷲津をつなぐ位置にある鳴海城の南の最前線・中嶋砦に入った。折からの豪雨の後で桶狭間山にいた今川軍に接近し、正面から攻撃をしかけた。今川軍の前軍は織田軍の突然の正面突撃により突破され、その乱戦状態で義元の本陣になだれ込み義元は旗本に囲まれ退却。だが、残された輿により信長が義元を発見し追撃を命令し、ついに義元は討ち取られた[55]。
3. 別動隊説
作家の橋場日月は、上記の両説を加味した上で新説として「正面攻撃+別働隊による背後からの奇襲」説を唱えている。その根拠として『信長公記』沓掛峠の松の本の楠の強風による倒木記述を、沓掛城の北北東で中嶋砦から6キロメートル離れた現・豊明市沓掛町松本で織田軍が別動隊として展開していたとする[56]。江畑英郷は、2009年刊行の『桶狭間 神軍・信長の戦略と実像』（カナリア書房）で、織田軍が予め押さえていた沓掛峠方面からの別動隊に襲われた今川軍兵站部隊が本陣に潰走し、その混乱に巻き込まれて義元が討たれたとの見解を示している。岡部元信が撤退時に水野信近を討ったのは、いったん今川方につきながら裏切ったことへの報復と推測している。
4. 乱取り状態急襲説
黒田日出男は、『甲陽軍鑑』で、義元の軍が乱取りで散開して、義元自身は、現地の三河の僧侶から差し入れられた酒や食料で僧侶も参加し酒宴を始めていたところを急襲されたとあり、これを評価する説を唱えている[57]。

ただし、『甲陽軍鑑』では周辺状況が異なり地理や開戦経緯や戦場経過も知らない伝聞による記載である。黒田説は、『甲陽軍鑑』には、鷲津・丸根砦陥落も佐々・千秋戦完勝の事実も記載がないのに、他の記述を付会させて説を組み立てていると批判されている。再評価されている『甲陽軍鑑』でも、他国の事は史料にならない部分があると反論されている。
「迂回攻撃説」は江戸時代初期の小瀬甫庵作である『信長記』で取り上げられ、長らく定説とされてきた説である。これに対し「正面攻撃説」は信長に仕えた太田牛一の手になることから信頼性の高い『信長公記』に基づいており、また『信長公記』の記述は『信長記』と大きく食い違うことから、「迂回攻撃説」には現在では否定的な見解が多い。
「迂回攻撃説」では、前提として今川軍が丸根砦、鷲津砦を陥落させて勝利に奢って油断していたとされる。油断した大軍に決死の寡勢が突入して撃破するという構図は劇的でわかりやすく、また桶狭間の織田方の勝利の要因を説明しやすい説と言える。
これに対して、今川方が油断していたと明確に伝える史料は同時代のものが少なく根拠に乏しい、常識的にいっても合戦に慣れた当時の武将達の1人である今川義元（あるいは今川方の武将たち）がそのような致命的な油断をするとは考えにくいという反論もある。例えば大久保忠教の『三河物語』では、義元が桶狭間山に向かってくる織田勢を確認しており、北西の方角に守りを固めていたということも書かれてあるように、同時代人には今川方が必ずしも油断して奇襲を受けたとは思われていなかったことは指摘できる。
また、織田軍の「奇襲」成功の要因として、今川軍の情報を織田信長が予めよく収集していたという見解は非常によく見られる。その根拠として有名なのが、織田信長が桶狭間の戦いの後の論功行賞で、義元の首を取った毛利新助ではなく、今川軍の位置を信長に知らせた簗田政綱が勲功第一とされたという、『甫庵信長記』等における逸話である。この見解は信長が戦争における情報の重要性を非常によく認識していた証拠として挙げられ、信長の革新性を示すエピソードとして取り上げられることがあった。
しかしながら、『信長公記』の記述を全面的に採用する正面攻撃説によれば、信長が予め情報を収集していたという見解にも無理がある。これによれば、既に触れたように今川軍が油断して低地の守るに難い場所で休息していたとする前提が成り立たない以上、義元の居場所は補足できていない。何より『信長公記』によれば信長自身、中嶋砦に入ったところで敵中に突出することを諌める家老に向かって、「敵は夜間行軍し兵糧搬入後に丸根、鷲津砦を攻撃した直後で疲れきっているはずであり、戦場に到着したばかりの新手の織田軍がしかければたやすく打ち破れるはずである」という主旨の重臣への訓示をしている。
この記述によれば、信長自身は桶狭間に発見した敵の軍を、沓掛城から出てきたばかりの敵本隊だとは思わず、夜間行軍し、大高城に兵糧搬入してそのまま出撃し丸根、鷲津砦を攻撃した直後の敵軍の先鋒隊であろうと考え、これを一気に打ち破ってともかく劣勢を覆そうとしていただけで、義元にも触れず存在を知らない、ということである。
『信長公記』を全面的に論拠とする立場によれば、結局のところ信長は義元の所在地や行動を知らず織田信長が一時の形勢逆転を狙ってしかけた攻撃が、偶然に敵本隊への正面突撃となったということになる。
今川軍は、元々の今川方の領地で伊勢湾の潮の干満で満ち潮で来援しにくい時間に攻撃開始するなど土地勘があり、それに信長方だった山口左馬助の寝返り以来、さらに地形に詳しい者の助言で、布陣と占領もうまくいっていた。しかし、通常明け方の戦闘開始が戦国時代の戦の通例だが、午後2時という常識外の時間に信長軍が出現し、低地から攻撃を仕掛けてきた。これに、義元を総大将として抱えていた今川軍本陣が急変に対応できず防戦するより旗本に守られつつ退却して、残された輿を見た信長に義元の存在を気付かれ、信長軍の馬廻衆の追撃と重ねての攻撃に討ち取られたということになる。
以上により、信長の義元への本陣攻撃とは義元を狙って地形的に選択され、計画的に行われた奇襲ではなく、義元がいる本陣だったのも偶然で、偶発的に義元本陣突撃になって討ち取り、戦国大名が戦場で討死した稀な事例となり、その結果、今川軍が総崩れし追撃され大敗した、という解釈になる。このように『信長公記』を全面的に依拠する正面攻撃説によれば、桶狭間における織田方の勝利は、様々な条件が重なってもたらされた幸運による成功ということになる。
また、現在でもよく分かっていないことであるが、『信長公記』によると、信長本隊から佐々隼人と千秋四郎ら300人ほどの足軽隊が本戦前に今川軍に攻撃を仕掛けて敗退したという記述があり、これが何を意味するのかはまだ確定されていない（佐々隼人討死）。小和田哲男によれば、信長本隊の動きを今川軍にわかりにくくさせるための囮部隊で鳴海城をこの部隊に攻めさせて、「信長軍は鳴海城を攻める」と今川軍に思わせるための部隊であるという。藤本正行は、当時の合戦ではよくあったことだが、単に戦場に到着した信長の前で手柄を上げるために独自の判断で抜け駆けを行ったとの説である。この部隊の中に若き日の前田利家が同輩を切り蓄電し出仕停止処分を受けていたが、この抜け駆けに参戦し、敵の首を取り信長に披露した（前田家家譜）。

#### 簗田出羽守の手柄
上記の通り、簗田出羽守の情報を元に奇襲作戦を行ったという説には疑問が持たれている。また、最初から奇襲作戦を行うとすればあらかじめ綿密な作戦を立てているはずであり、今川軍が休憩中・行軍中のどちらであっても奇襲は決行されたはずである。そのため、今川義元の休憩場所を通報した程度で勲功第一になるのは過賞といえる。
しかし、そもそも簗田出羽守が勲功第一になったとする記述は史料には存在していない。それどころか、敗者である今川家にはこの前後の感状が残るが、勝者である織田家には信長からの感状が存在していない。
簗田出羽守の勲功第一という表現に比較的近いものは、小瀬甫庵の『信長記』や『武家事紀』にある「（義元を討ち取った）毛利良勝に勝る殊勲とされた」とし、その報酬として沓掛を拝領したとする部分であり、勲功第一というのは桶狭間の戦いの後、それまで今川氏の領有であった沓掛を簗田出羽守が拝領したという事実から、後に行われた小説的解釈である。
ほかに、簗田出羽守が合戦前に偵察や地形の調査を行っていたとも言われているが（『武功夜話』など）、確実なものとはされていない。現代では武岡淳彦が軍事研究家の観点から詳細に構想しているほか、小和田哲男が沓掛の土豪である簗田出羽守が地形などを把握していた可能性に言及しているが、これらにも史料的な裏づけはなく、簗田氏の本領は九坪であるとする説もある。武田鏡村は「合戦の際には双方にいい顔をするのが地域小土豪の知恵」とし、義元本隊の場所を土豪が通報した相手として簗田の名を出している。
史料に残る事実は、桶狭間の戦い前までは今川氏領有の沓掛が、この戦いの後に簗田氏に拝領され、その領地になったということだけである。沓掛を拝領するような手柄を立てたことは確かであるが、それがどのような手柄なのかはわかっていない。

## 『武功夜話』の記述
『武功夜話』では、前野長康や蜂須賀小六が土民を装い、今川軍の動静を探ったとする。さらに酒や唐芋（サツマイモ）の煮付けを今川軍に届け、油断を誘ったと伝える。これについて、原田は、サツマイモが琉球を経て薩摩に入ったのは江戸時代（17世紀初め）であることを指摘している。なお、長康と小六は、同戦後の恩賞が不十分だったことを不満に思い、秀吉が墨俣城築城を命じられると、自分たちの実力を見せるためこれに協力し、城を短期間で完成させることができたとしている（一夜城）。

## 桶狭間の戦いを題材とした作品

### 時代劇
NHK大河ドラマ
- 『風林火山』：第45話「謀略!桶狭間」で、織田軍の作戦を読んだ山本勘助の挑発に乗せられた義元は、勘助が避けるよう忠告した桶狭間に進み、戦死する[73]
- 『おんな城主 直虎』: 第9話「桶狭間に死す」で、主人公の実家である井伊家の関係者を中心にして描かれている。
- 『麒麟がくる』：第20話「家康への文」、第21話「決戦！桶狭間」で桶狭間の戦い前夜と合戦当日とが描かれ、主人公の明智光秀が桶狭間に赴く設定になっている。
- 『どうする家康』：第1話「どうする桶狭間」で、大高城に兵糧を運び入れる任務を果たした矢先に義元討死の急報が届き、最前線で決断を迫られる徳川家康の苦悩が描かれている[74]。

フジテレビ
- 『桶狭間 OKEHAZAMA〜織田信長〜』

### 漫画
- かわのいちろう『信長戦記』：第1巻（桶狭間の合戦編）。義元を優れた武将として描き、信長は矢戦で強い追い風に助けられるなどして辛勝したとする。
- 宮下英樹『センゴク外伝 桶狭間戦記』

### ゲーム
ボードゲーム
- 織田信長（バンダイifシリーズ）
- 信長風雲録（ツクダホビー）
- 信長の賭け〜強襲桶狭間〜（翔企画）
- 桶狭間合戦（ウォーゲーム日本史）

アーケードゲーム
- 戦国大戦 - 1560 尾張の風雲児 -（※初期バージョン）（セガ）